# Северное Хаттомозеро
Северное Хаттомозеро — пресноводное озеро на территории Амбарнского сельского поселения Лоухского района Республики Карелии.

## Общие сведения
Площадь озера — 4,9 км², площадь водосборного бассейна — 347 км². Располагается на высоте 79,3 метров над уровнем моря.
Форма озера лопастная, подковообразная, продолговатая: оно почти на пять километров вытянуто с юго-запада на северо-восток. Берега изрезанные, каменисто-песчаные, преимущественно возвышенные, местами заболоченные.
Через озеро течёт река Верхняя Куземка, впадающая в Пильдозеро, через которое протекает река Воньга, впадающая, в свою очередь, в Белое море.
В залив на юге Северного Хаттомозера впадает протока, вытекающая из Южного Хаттомозера.
В озере около десятка безымянных островов различной площади, однако их количество может варьироваться в зависимости от уровня воды.
С востока к озеру подходит просёлочная дорога.
Населённые пункты вблизи водоёма отсутствуют.
Код объекта в государственном водном реестре — 02020000711102000003481.